# Pužasti čapljan
Pužasti čapljan (lat. Erodium malacoides) je vrsta cvjetnice iz porodice iglicovki. Ovo je jednogodišnja ili dvogodišnja biljka koja je porijeklom iz većeg dijela Euroazije i Sjeverne Afrike, ali se može naći na većini kontinenata gdje je uvedena vrsta.

## Opis
Mlada biljka iz kvrgave središnje stabljike izbacuje niz nabranih zelenih listova radijalno okrenutih prema van, ravno na tlu. Stabljika s vremenom može doseći visinu od pola metra s više listova na dugim dlakavim  peteljkama. Nosi male cvjetove s čupavim mekim čašicama s vrhovima i pet latica boje lavande do magente. Plod je zelen sa žljezdastim tijelom dugim oko pola centimetra i dugim, šiljastim vrhom dugim  2 do 3 cm.

## Galerija
- Listovi
- Plodovi

## Vanjske poveznice
|  | Zajednički poslužitelj ima stranicu o temi Erodium malacoides    |
|  | Zajednički poslužitelj ima još gradiva o temi Erodium malacoides |
|  | Wikivrste imaju podatke o taksonu Erodium malacoides             |

- Photo gallery